# Umbră pluviometrică

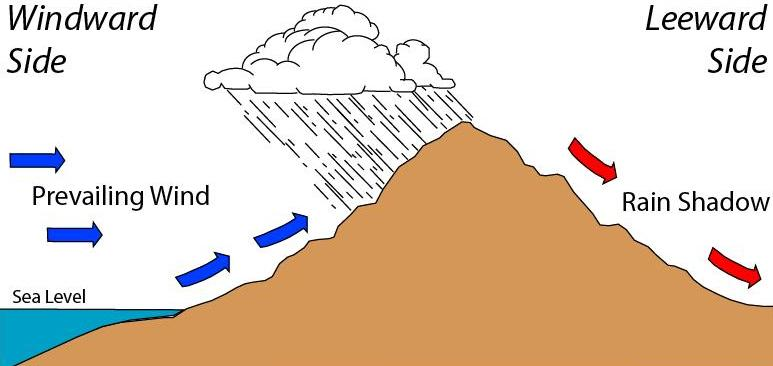
Efectul umbrei pluviometrice

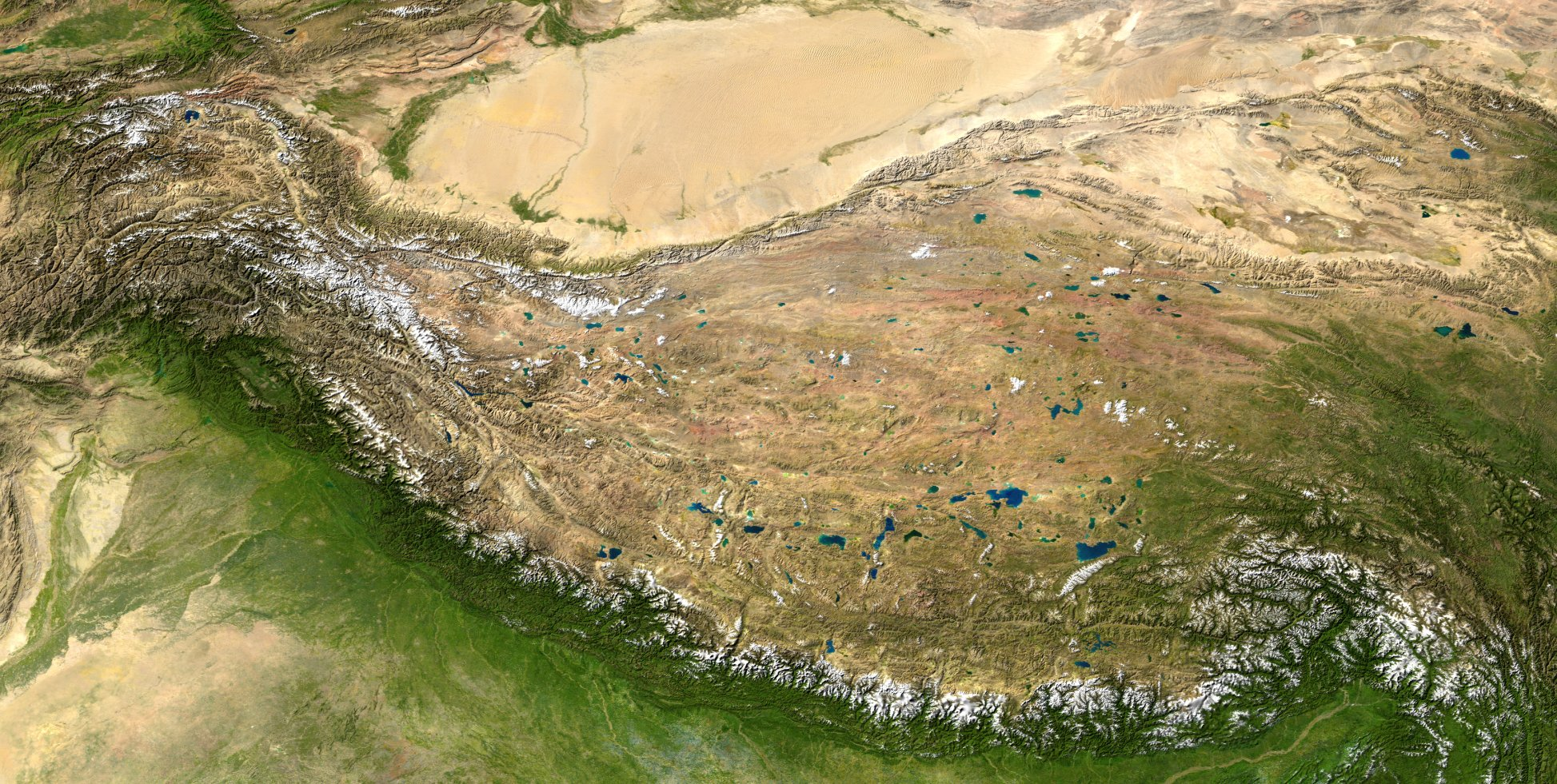
Platoul Tibetan (centru), posibil cel mai bun exemplu de umbră pluviometrică. Precipitațiile din musonul din sudul Asiei de Sud nu trec cu mult peste Himalaya (indicate de linia zăpezii din partea de jos), ceea ce duce la un climat arid pe partea de sub vânt (nord) a lanțului montan și la deșertificarea bazinului Tarim (sus).

O umbră pluviometrică este o zonă cu precipitații semnificativ reduse dincolo de o regiune muntoasă, pe partea adăpostită de vânturile predominante, cunoscută cu numele de partea de sub vânt.
Umiditatea evaporată din apele stătătoare (cum ar fi oceanele și lacurile mari) este transportată de briza marină predominantă către zonele din interiorul continentului mai uscate și mai calde. Când întâlnește forme de relief ridicate, aerul umed este forțat să urce spre vârfurile munților, unde se dilată, se răcește, iar umiditatea din el se condensează și începe să cadă în formă de precipitații. Dacă lanțul muntos este suficient de înalt și lung, cea mai mare parte a umidității se va pierde prin precipitații pe partea bătută de vânt înainte de a trece de creasta munților. Pe măsură ce aerul coboară pe partea de sub vânt (adăpostită de vânt) a formelor de relief, se comprimă și se încălzește, luând ființă vânturile föhn care, bătând la vale, absorb umiditatea și produc în spatele crestei munților o „umbră” largă de regiuni climatice uscate. Vegetația în această climă ia în mod obișnuit forma de stepă cu arbuști, desișuri de arbuști xerici sau chiar deșerturi.
Fenomenul există datorită faptului că aerul cald și umed se ridică orografic spre creasta unui lanț muntos. Pe măsură ce presiunea atmosferică scade odată cu creșterea altitudinii, aerul se dilată și se răcește adiabatic până la punctul în care atinge punctul de rouă adiabatic (care nu este același cu punctul de rouă cu presiune constantă raportat în mod obișnuit în prognozele meteo). La punctul de rouă adiabatic, umiditatea se condensează și cade ca precipitații pe partea pe vânt (bătută de vânt) a muntelui. Aerul coboară pe partea de sub vânt (ferită de vânt), dar din cauza precipitațiilor și-a pierdut mult din umiditate. În mod obișnuit, aerul care coboară se încălzește din cauza compresiei adiabatice (precum în cazul vântului foehn), ceea ce crește cantitatea de umiditate pe care o poate absorbi, astfel creând o regiunearidă.

## Galerie

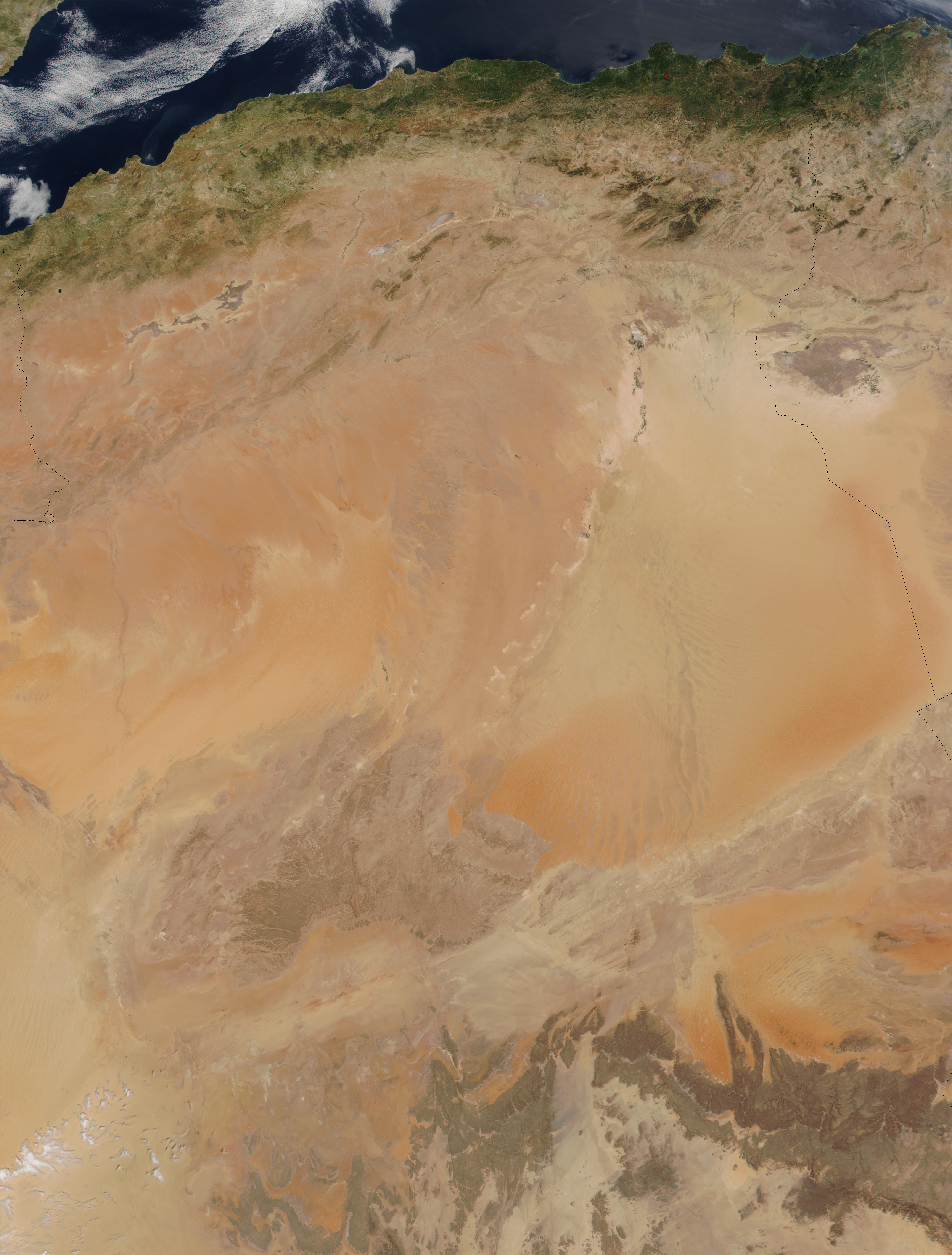
Efectul de umbră pluviometrică (sus) al munților Atlas face Sahara și mai uscată.
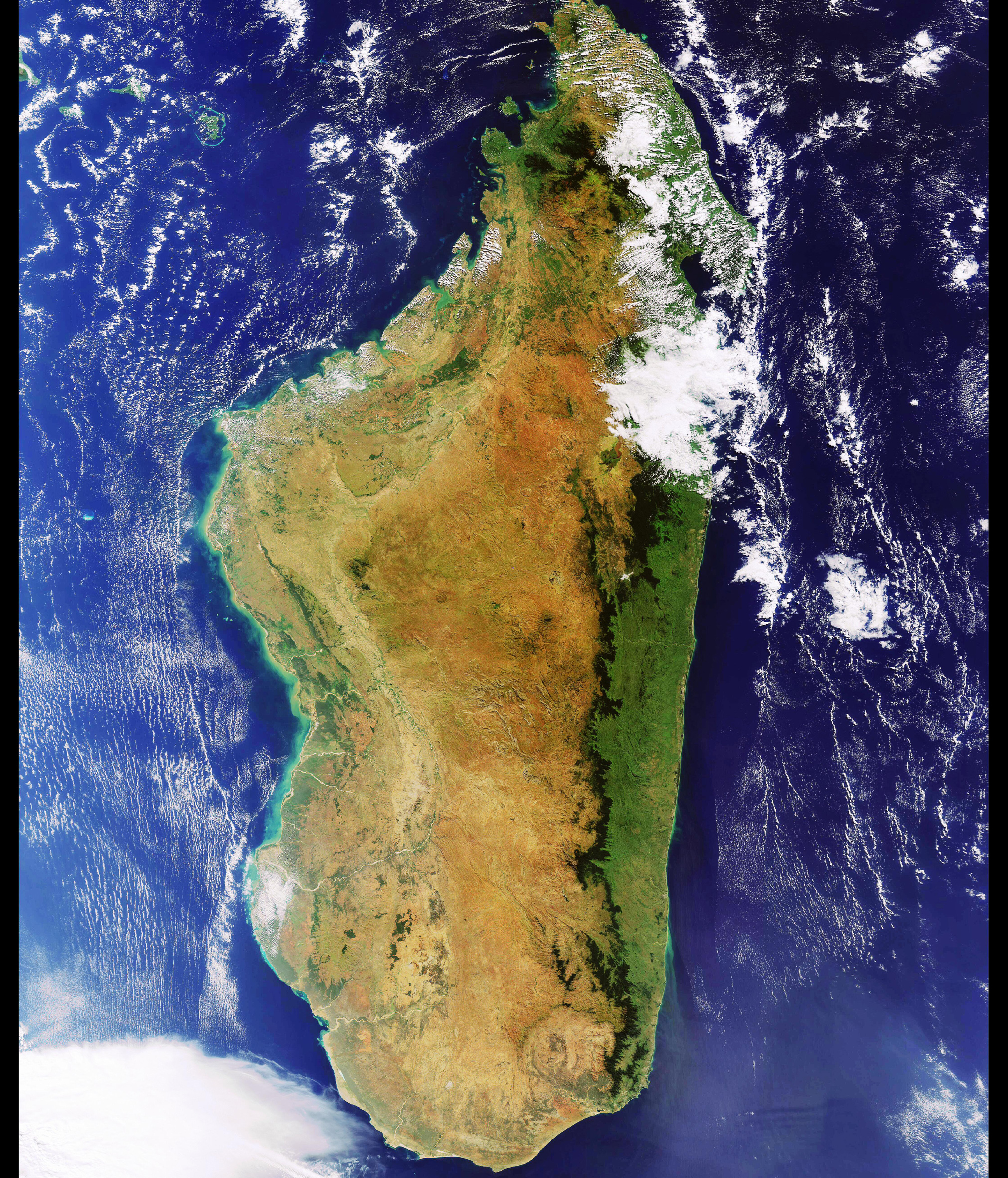
Lanțurile muntoase din estul Madagascarului creează o umbră pluviometrică în partea de vest a țării.
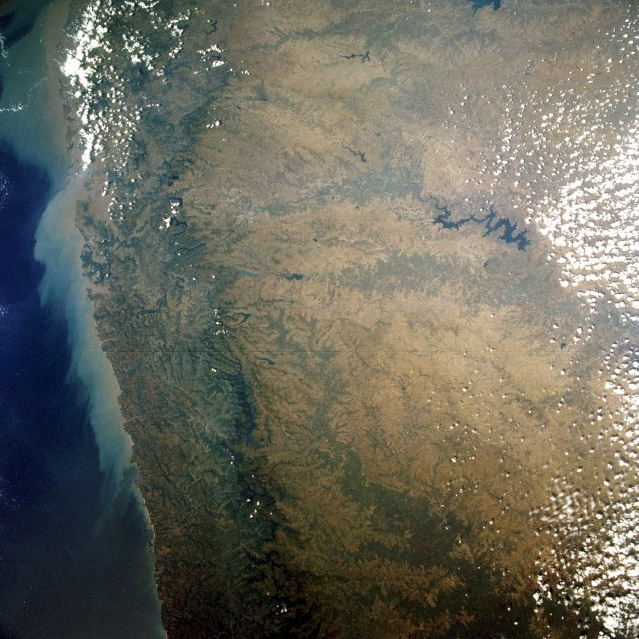
Regiunile de est ale Gaților de Vest se află într-o umbră de pluviometrică, primind mult mai puține precipitații.
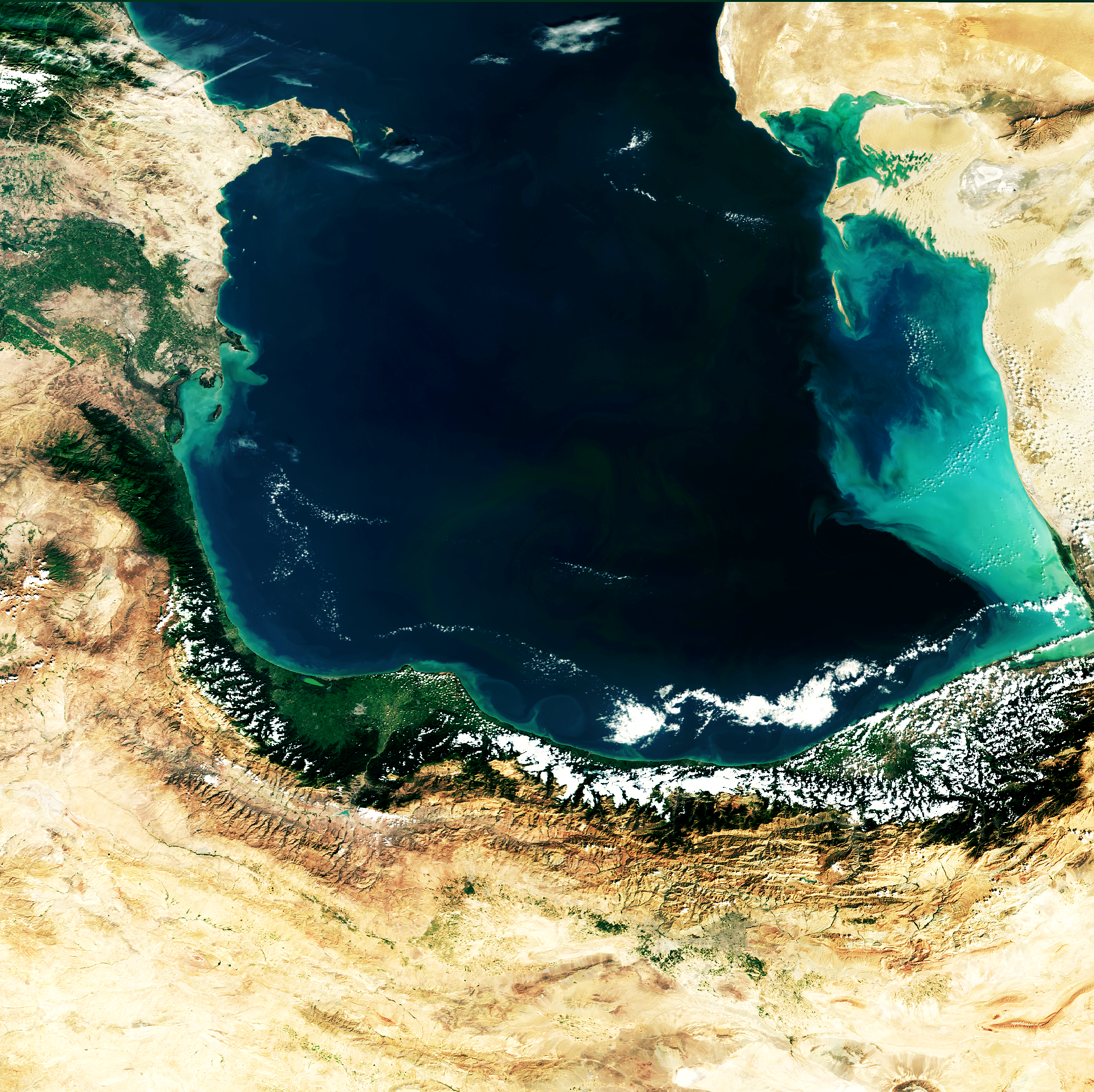
Cea mai mare parte a Iranului se află în umbra pluviometrică a munților Elburz din nord (imediat la sud de Marea Caspică), de unde se trage clima în mare parte (semi)aridă a țării.
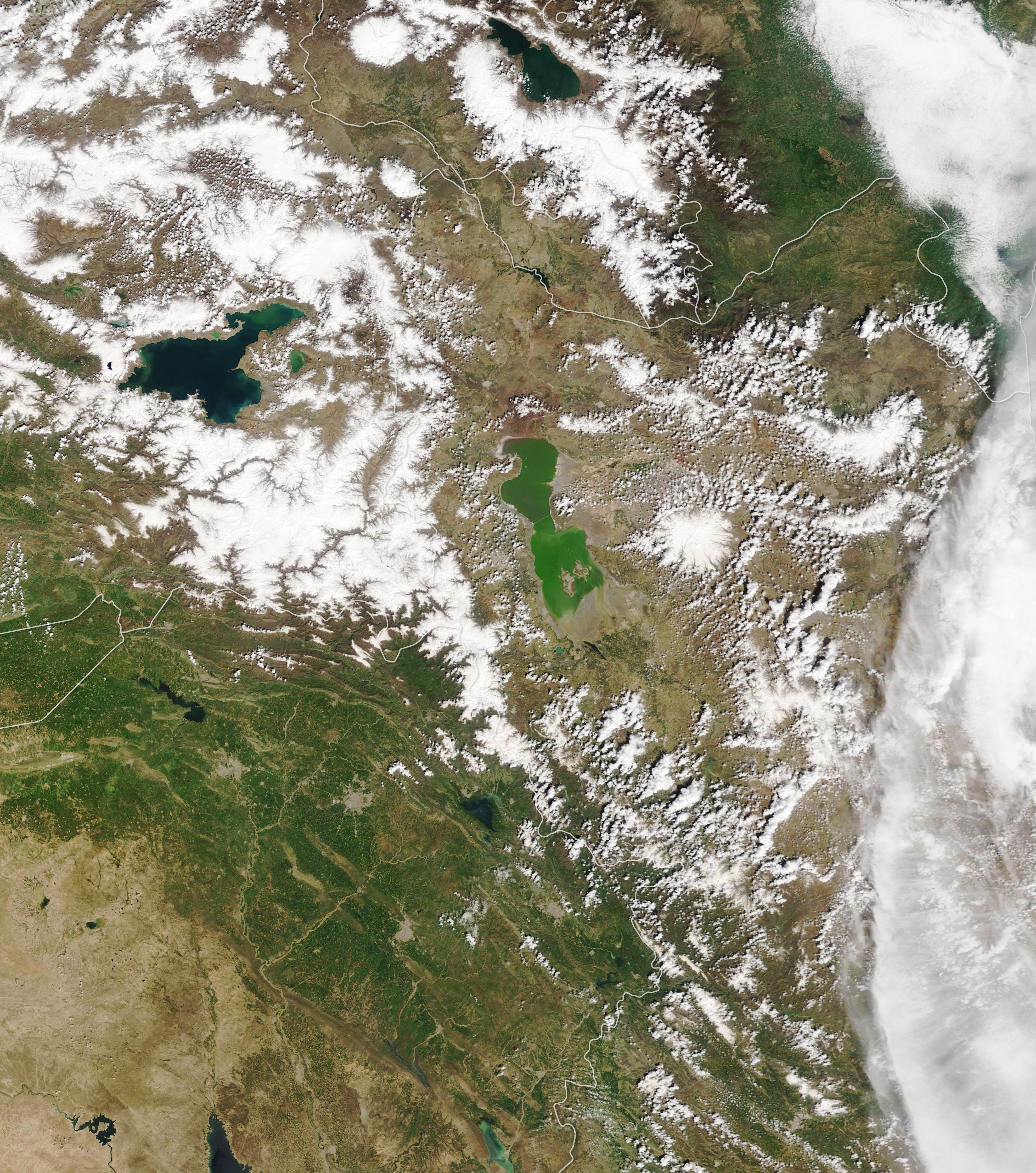
Lacul Urmia (centru) în umbra pluviometrică a munților Zagros înzăpeziți la vest de el.
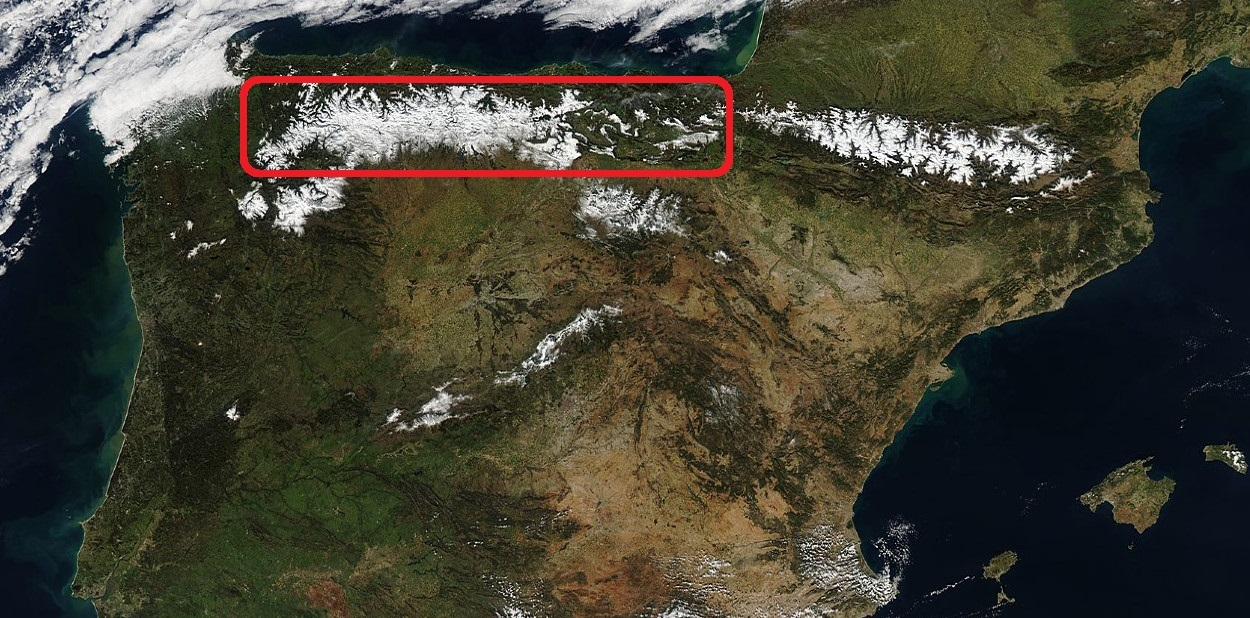
Munții Cantabrici la nord, care lasă în umbră pluviometrică cea mai mare parte a Spaniei.
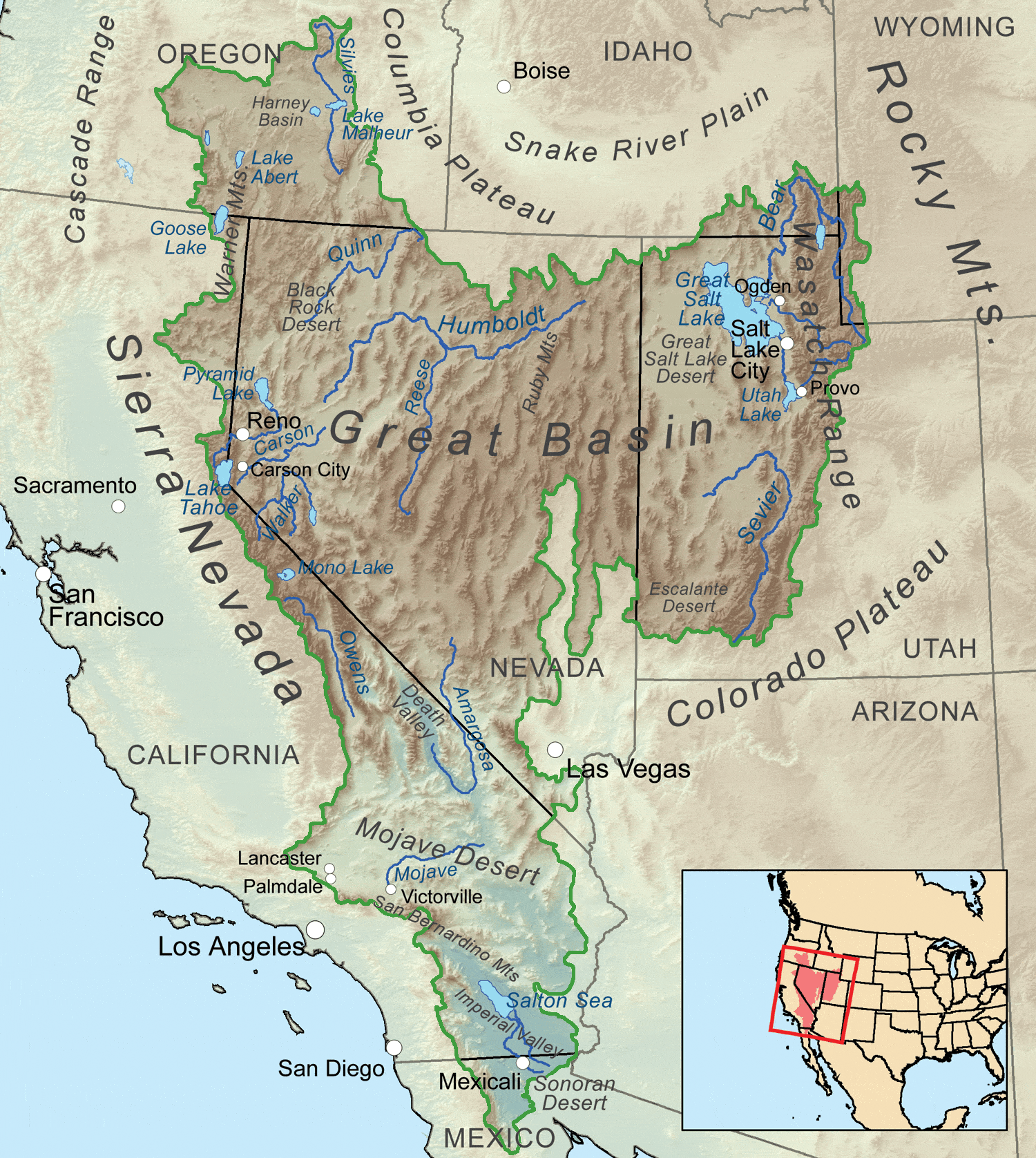
Munții Cascadelor la nord, precum și Munții de Coastă ai Californiei și Sierra Nevada la sud creează o umbră pluviometrică semnificativă pentru deșerturile interioare ale Americii de Nord.

## Legături externe
- Ștefan Trepăduș. O nouă lege a naturii! Șoarecii cresc mai mari pe partea mai ploioasă a munților  descoperă.ro, 16 septembrie 2022.